# Respuesta a los catalanes

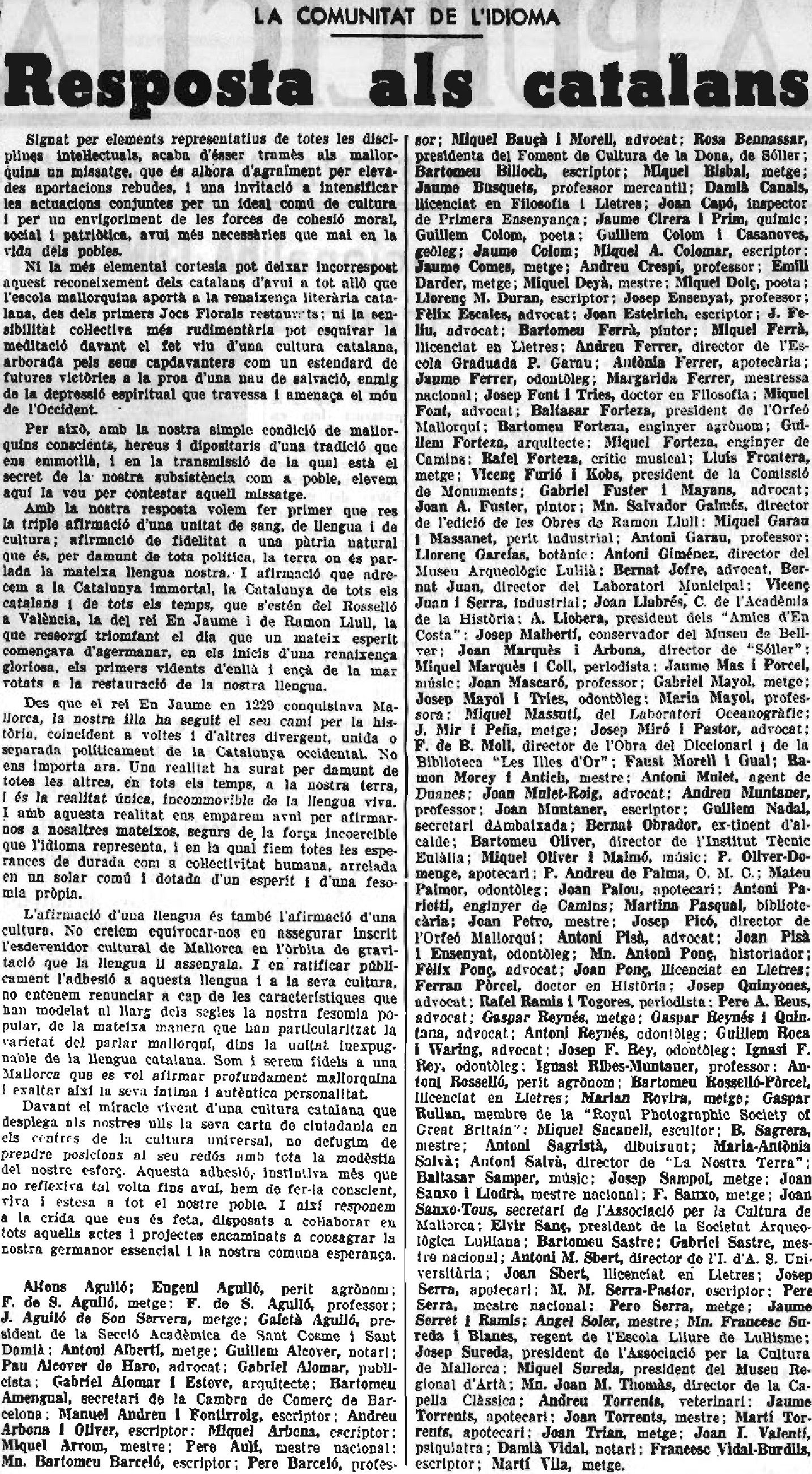

Resposta als catalans ("Respuesta a los catalanes") es el nombre que se dio al manifiesto hecho público en junio de 1936 a favor del proceso de recuperación de la lengua y la cultura catalanas en las Islas Baleares y de la unión cultural con las otras tierras de lengua y cultura catalanas, siguiendo el impulso acometido por la Renaixença y que, justo después de la publicación del manifiesto, fracasa de manera violenta por la llegada de la Guerra civil española y la dictadura de Francisco Franco.

## Origen y significación
Este manifiesto, cuyo borrador fue redactado por Miquel Ferrà Juan, fue publicado el día 10 de junio de 1936 y firmado por 151 intelectuales mallorquines. Era la respuesta a un manifiesto anterior dirigido al movimiento cultural mallorquín bajo el título Mensaje a los mallorquines, firmado por un grupo de intelectuales catalanes y por las principales autoridades del Principado reconociendo la participación isleña en el pasado e invitando a los mallorquines a una colaboración futura. El Mensaje a los mallorquines fue promovido por la asociación Comunidad Cultural Catalano-Balear (CCCB), que después organizaría una visita de intelectuales catalanes a Mallorca, en junio de 1936, acompañados del Orfeón Catalán. El presidente del comité organizador de la CCCB fue Augusto Pi Suñer, con el apoyo, entre otros, de Francesc Cambó a través de Joan Estelrich Artigues. Esta asociación había tenido como precedente un comité de relaciones entre Cataluña y Mallorca, pero la Proclamación del Estado Catalán de 1934 puso fin a las relaciones.
El manifiesto mallorquín provocó la adhesión menorquina con la llamada Respuesta desde Menorca. Tanto el Mensaje a los mallorquines como la Respuesta a los catalanes hacían una recapitulación de las relaciones históricas entre Cataluña y Baleares y de la aportación mallorquina a la Renaixença. El contexto de la redacción de los dos documentos era el proceso reformista del estado español que parecía que se abría con la Segunda República, generando las condiciones para lograr la autonomía y limitando el olvido de la cultura catalana que había caracterizado los siglos anteriores. La Respuesta a los catalanes defendía que el reconocimiento de la comunidad de lengua y cultura no implicaba ninguna hegemonía de Cataluña sobre el resto, sino la "fraternal colaboración".

## La represión de los firmantes a partir de julio de 1936
Con la victoria en Mallorca de los militares sublevados contra la República española, las nuevas autoridades acusaron a los firmantes de la Respuesta a los catalanes de traición a la unidad de España y de ser culpables de separatismo y los obligaron a retractarse públicamente. Las circunstancias del desembarco republicano en Mallorca, dirigido por Bayo, fueron aprovechadas para generar un clima de hostilidad irrespirable hacia los firmantes. En el momento de los primeros bombardeos republicanos y del desembarco republicano procedente de Barcelona, sobre la costa de Manacor, la campaña pública contra los firmantes empeoró y se añadió la presión de los fusilamientos, asesinatos y encarcelamientos cotidianos, así como la imposibilidad de huir de Mallorca. Entonces, 107 de los firmantes de la Respuesta a los catalanes firmaron, algunos ya desde la prisión, un manifiesto de adhesión a la sublevación y a la nueva España, publicado el 17 de septiembre de 1936.
La situación aconteció grave para los firmantes que formaban parte del cuerpo de magisterio. La Comisión Depuradora Provincial del Magisterio, con el impulso de Rafael de Ysasi Ransome, llevó a cabo una persecución implacable contra los maestros de escuela que habían defendido el uso de la lengua catalana en la enseñanza. El mallorquinismo cultural era asimilado al separatismo y considerado un delito merecedor de las más altas sanciones. Ysasi propuso que los maestros casados que habían firmado el manifiesto fueran trasladados tres meses en una provincia castellana y seis meses los solteros. El militar Ricardo Fernández de Tamarit iba más allá y proponía su expulsión de España. Mucho más dramático fue el caso de Emili Darder, que fue acusado por Mateo Zaforteza Musoles de ser un firme defensor de la lengua catalana y, sobre todo, de pretender introducir el bilingüismo en la educación pública. Finalmente Darder fue condenado a muerte y fusilado el 24 de febrero de 1937, junto a Alexandre Jaume, Antoni Mateu Ferrer y Antonio María Ques Ventayol.
Los organizadores de la persecución de los firmantes fueron los hermanos Lorenzo y Miguel Villalonga. Ambos se habían caracterizado durante la República por su oposición a la normalización lingüística y cultural y contra la autonomía política.
La persecución de los grupos sociales representados por los signatarios de la Respuesta a los catalanes formó parte de la política de desguace de toda la infraestructura cultural mallorquina, empezando por la Asociación por la Cultura de Mallorca, que por esta misma campaña perdió la mayoría de los asociados y suspendió sus actividades, y de expulsión del catalán del ámbito público al privado (53 de los firmantes del manifiesto eran socios de la Asociación por la Cultura de Mallorca). El mismo Lorenzo Villalonga en los primeros ataques a los firmantes reconoció su representatividad social diciendo que él mismo había sido de los pocos que no habían firmado el manifiesto. Los primeros años de la posguerra se mantuvo la política de estigmatización pública de los firmantes como elemento fundamental de la política franquista en Mallorca.
Como indicativo de la representatividad social de los firmantes, sus profesiones eran las siguientes: agente de aduanas, abogado (15), farmacéuticos (6), arquitecto, bibliotecaria, biólogos (2), botánico, crítico musical, dibujante, diplomático, director de escuela graduada, doctores (2), ingenieros (3), escritores (11), escultor, fotógrafo, geólogo, historiadores (2), empresario, inspector de educación, licenciados en letras (5), maestras (12), médicos (16), músicos (5), notarios (2), odontólogos (7), periodistas (2), peritos agrónomos (2), peritos industriales (2), pintores (2), poetas (2), profesores (10), profesor mercantil, psiquiatra, publicista, químico, veterinario, presidente o secretario entidad cultural (8), directores de periódico, revista o editorial (4).

## Firmantes
- Alfons Aguiló Aguiló
- Eugeni Aguiló Aguiló, perito agrónomo
- Francesc de Sales Aguiló Piña, médico
- Francesc de Sales Aguiló Forteza, profesor
- Josep Aguiló Aguiló, médico
- Gaietà Aguiló
- Antoni Albertí Vanrell, médico
- Guillem Alcover Sureda, notario
- Pau Alcover de Haro, abogado
- Gabriel Alomar i Villalonga, escritor
- Gabriel Alomar i Esteve, arquitecto
- Bartomeu Amengual Andreu, secretario de la Cámara de Comercio de Barcelona
- Manuel Andreu Fontirroig, escritor
- Andreu Arbona Oliver, escritor
- Miquel Arbona Oliver, escritor
- Miquel Arrom Julià, maestro
- Pere Aulí Bosch, maestro nacional
- Bartomeu Barceló Tortella, escritor
- Pere Barceló Oliver, profesor
- Miquel Bauçà Morell, abogado
- Rosa Bennàssar Riutort
- Bartomeu Billoch Rullan, escritor
- Miquel Bisbal, médico
- Jaume Busquets Mulet, profesor mercantil
- Damià Canals Pougin
- Joan Capó Valls de Padrines, inspector de Primera Enseñanza
- Jaume Cirera Prim, químico
- Guillem Colom i Ferrà, poeta
- Guillem Colom Casasnovas, geólogo
- Jaume Colom Casasnovas
- Miquel Àngel Colomar Moyà, escritor
- Jaume Comas Cladera, médico
- Andreu Crespí i Salom, profesor
- Emili Darder i Cànaves, médico y político
- Miquel Deyà Palerm, maestro
- Miquel Dolç i Dolç, poeta
- Llorenç Maria Duran Coli, escritor
- Josep Ensenyat Alemany, profesor
- Fèlix Escalas i Chamení, abogado
- Joan Estelrich Artigues, escritor
- Josep Feliu Rosselló, abogado
- Bartomeu Lluís Ferrà Juan, pintor
- Miquel Ferrà Juan
- Andreu Ferrer Ginard, director de la Escuela Graduada P. Garau
- Antònia Ferrer Pérez, farmacéutica
- Jaume Ferrer, odontólogo
- Margarida Ferrer, maestra nacional
- Josep Font Tries
- Miquel Font Gorostiza, abogado
- Baltasar Forteza, presidente del Orfeón Mallorquín
- Bartomeu Forteza Pinya, ingeniero agrónomo
- Guillem Forteza, ingeniero de caminos
- Rafael Forteza Forteza, crítico musical
- Josep Forteza Rey Forteza, odontólogo
- Ignasi Forteza Rey Forteza, odontólogo
- Lluís Frontera, médico
- Vicenç Furió Kobs, presidente de la Comisión de Monumentos
- Gabriel Fuster Mayans, abogado
- Joan Antoni Fuster Valiente, pintor
- Salvador Galmés
- Miquel Garau Massanet, perito industrial
- Antoni Garau Gelabert, profesor
- Llorenç Garcias i Font, botánico
- Antoni Giménez Vidal, director del Museo Arqueológico Luliano
- Bernat Jofre, abogado
- Bernat Juan Juan, director del Laboratorio Municipal de Palma
- Vicenç Juan i Serra, industrial
- Joan Llabrés Bernal
- A. Llobera
- Josep Malbertí Marroig
- Joan Marqués Arbona
- Miquel Marqués Coll, periodista
- Jaume Mas i Porcel, músico
- Joan Mascaró i Fornés, profesor
- Miquel Massutí Alzamora
- Gabriel Mayol Trias, médico
- Josep Mayol i Tries, odontólogo
- Maria Mayol, profesora
- Josep Mir Peña, médico
- Josep Miró i Pastor, abogado
- Francesc de B. Moll
- Faust Morell Grau
- Ramon Morey Antich, maestro
- Antoni Mulet Gomila
- Joan Mulet i Roig, abogado
- Andreu Muntaner Vanrell, profesor
- Joan Muntaner Bujosa, escritor
- Guillem Nadal Blanes
- Bernat Obrador Mut
- Bartomeu Oliver
- Miquel Oliver i Maimó, músico
- Pere Oliver i Domenge, farmacéutico
- Pare Andreu de Palma, O.M.C.
- Mateu Palmer Ferrer, odontólogo
- Joan Palou Coll, farmacéutico
- Antoni Parietti Coll, ingeniero de Caminos
- Martina Pascual Martí, bibliotecaria
- Joan Petro Amengual, maestro
- Josep Picó Aguiló, director del Orfeón Mallorquín
- Antoni Pisà Enseñat, abogado
- Joan Pisà i Ensenyat, odontólogo
- Antoni Pons i Pastor, historiador
- Fèlix Pons Marquès, abogado
- Joan Pons i Marquès
- Ferran Pòrcel, doctor en Historia
- Josep Quinyones i Veny, abogado
- Rafael Ramis Togores, periodista
- Pere Antoni Reus i Bordoy, abogado
- Gaspar Reynés Font, médico
- Gaspar Reynés i Quintana, abogado
- Antoni Reynés Font, odontólogo
- Guillem Roca Waring, abogado
- Ignasi Ribes Muntaner, profesor
- Antoni Rosselló Coll, perito agrónomo
- Bartomeu Rosselló-Pòrcel
- Marià Rovira Sellarès, médico
- Gaspar Rul·lan Garcias
- Miquel Sacanell, escultor
- Bartomeu Sagrera Nicolau, maestro
- Antoni Sagristà Vicens, dibujante
- Maria Antònia Salvà i Ripoll, escritora
- Antoni Salvà i Ripoll, director de «La Nostra Terra»
- Baltasar Samper, músico
- Josep Sampol Vidal, médico
- Joan Sanxo i Llodrà, maestro nacional
- Francesc Sanxo Sagaz, médico
- Joan Sanxo i Tous, secretario de la Associació per la Cultura de Mallorca
- Elvir Sans Rosselló, presidente de la Sociedad Arqueológica Lulliana
- Bartomeu Sastre Garau
- Gabriel Sastre Bibiloni, maestro nacional
- Antoni Maria Sbert
- Joan Sbert Massanet
- Josep Serra Pastor, farmacéutico
- Miquel Manuel Serra Pastor, escritor
- Pere Serra Pastor, maestro nacional
- Pere Serra Canyelles, médico
- Jaume Serret i Ramis
- Àngel Soler Serra, maestro
- Francesc Sureda i Blanes
- Josep Sureda i Blanes, presidente de la Associació per la Cultura de Mallorca
- Miquel Sureda i Blanes, presidente del Museo Regional d'Artà
- Joan Maria Thomàs i Sabater, director de la Capella Clàssica
- Andreu Torrens Pastor, veterinario
- Jaume Torrens Calafat, farmacéutico
- Joan Torrens Calafat, meestro
- Martí Torrens, farmacéutico
- Joan Trian Barceló, médico
- Joan Ignasi Valentí Marroig, psiquiatra
- Damià Vidal Burdils, notario
- Francesc Vidal Burdils, abogado y escritor
- Martí Vila, médico